# Christopher Cross (album)
Christopher Cross – debiutancki album studyjny amerykańskiego muzyka Christophera Crossa, wydany 27 grudnia 1979 przez wytwórnię Warner Bros. Records pod numerem katalogowym BSK 3383 (USA). W roku 1981 został uznany albumem roku otrzymując nagrodę Grammy w kategorii Album of the Year, zostawiając w pokonanym polu m.in. płytę The Wall grupy Pink Floyd. W sumie płyta zwyciężyła w pięciu kategoriach nagród Grammy, w tym czterech najważniejszych: Album of the Year, Record of the Year, Song of the Year, Best New Artist oraz dodatkowo w kategorii Best Instrumental Arrangement Accompanying Vocalist. Do tej pory żadnemu innemu wykonawcy nie udało się to w jednym roku. Album uzyskał status pięciokrotnej platynowej płyty rozchodząc się w 5 milionowym nakładzie. Pochodzący z tej płyty nagranie „Sailing” dotarło na szczyt amerykańskiej listy Billboard Hot 100, a utwór „Ride Like the Wind” gościł na miejscu drugim tej listy. Dwa kolejne single „Never Be the Same” oraz „Say You’ll Be Mine” również dotarły do pierwszej dwudziestki.

## Spis utworów
Wszystkie utwory skomponowane przez Christophera Crossa.
| A1. | "Say You’ll Be Mine"               | 2:53  |
|     |                                    |       |
| A2. | "I Really Don’t Know Anymore"      | 3:49  |
|     |                                    |       |
| A3. | "Spinning" (duet z Valerie Carter) | 3:59  |
|     |                                    |       |
| A4. | "Never Be the Same"                | 4:40  |
|     |                                    |       |
| A5. | "Poor Shirley"                     | 4:20  |
|     |                                    |       |
| B1. | "Ride Like the Wind"               | 4:30  |
|     |                                    |       |
| B2. | "The Light Is On"                  | 4:07  |
|     |                                    |       |
| B3. | "Sailing"                          | 4:14  |
|     |                                    |       |
| B4. | "Minstrel Gigolo"                  | 6:00  |
|     |                                    |       |
|     |                                    | 38:32 |
|     |                                    |       |

## Muzycy
- Christopher Cross – wokal, gitara
- Andy Salmon – gitara basowa
- Tommy Taylor – perkusja
- Rob Meurer – instrumenty klawiszowe
- Larry Carlton – gitara
- Valerie Carter – chórki
- Lenny Castro – instrumenty perkusyjne
- Victor Feldman – instrumenty perkusyjne
- Chuck Findley – trąbka
- Jay Graydon – gitara
- Don Henley – chórki
- Jim Horn – saksofon
- Eric Johnson – gitara
- Jackie Kelso – saksofon
- Nicolette Larson – chórki
- Myrna Matthews – chórki
- Marty McCall – chórki
- Lew McCreary – puzon
- Michael McDonald – wokal
- Michael Omartian – instrumenty klawiszowe, chórki
- Stormie Omartian – chórki
- Tomas Ramirez – saksofon
- Don Roberts – saksofon
- J.D. Souther – chórki

## Produkcja
- Christopher Cross – aranżer
- Michael Omartian – producent, aranżer
- Chet Himes – inżynier dźwięku i miksowanie
- Stuart Gitlin – drugi inżynier
- Rob Meurer – aranżer
- Bob Hata – mastering
- Assa Drori – koncertmistrz
- James Flournoy Holmes – projekt okładki, grafika
- Danny Henderson – grafika
- Jim Newhouse – koncepcja flaminga
- Tim Neece – kierownictwo

## Pozycje na listach
| Lista 1980          | Pozycja |
| ------------------- | ------- |
| Lista amerykańska   | 6       |
| Lista australijska  | 6       |
| Lista francuska     | 5       |
| Lista brytyjska     | 14      |
| Lista holenderska   | 14      |
| Lista nowozelandzka | 16      |

## Notowania singli
| Rok  | Singel               | Notowania                            | Poz. |
| ---- | -------------------- | ------------------------------------ | ---- |
| 1980 | „Sailing”            | Lista amerykańska Billboard Hot 100  | 1    |
| 1980 | „Sailing”            | Lista nowozelandzka                  | 8    |
| 1980 | „Ride Like the Wind” | Lista amerykańska Billboard Hot 100  | 2    |
| 1980 | „Ride Like the Wind” | Lista brytyjska UK Top 40            | 69   |
| 1980 | „Ride Like the Wind” | Lista nowozelandzka                  | 15   |
| 1980 | „Never Be the Same”  | Lista amerykańska Billboard Hot 100  | 15   |
| 1980 | „Never Be the Same”  | Lista amerykańska Adult Contemporary | 1    |
| 1981 | „Sailing”            | Lista brytyjska UK Top 40            | 48   |
| 1981 | „Sailing”            | Lista belgijska                      | 38   |
| 1981 | „Sailing”            | Lista holenderska                    | 41   |
| 1981 | „Say You’ll Be Mine” | Lista amerykańska Billboard Hot 100  | 20   |
| 1981 | „Say You’ll Be Mine” | Lista nowozelandzka                  | 8    |

## Certyfikaty
| Kraj                  | Certyfikacja        | Sprzedaż  |
| --------------------- | ------------------- | --------- |
| Francja (SNEP)        | 1 x platynowa płyta |           |
| Niemcy (BMieV)        | 1 x platynowa płyta |           |
| USA (RIAA)            | 5 x platynowa płyta | 5 000 000 |
| Wielka Brytania (BPI) | 1 x platynowa płyta | 300 000   |
| Włochy (FIMI)         | 1 x złota płyta     | 200 000   |

## Nagrody
Nagroda Grammy
| Rok  | Zwycięzca         | Kategoria                                              |
| ---- | ----------------- | ------------------------------------------------------ |
| 1980 | Christopher Cross | Album of the Year                                      |
| 1980 | „Sailing”         | Best Instrumental Arrangement Accompanying Vocalist(s) |
| 1980 | „Sailing”         | Record of the Year                                     |
| 1980 | „Sailing”         | Song of the Year                                       |
| 1980 | Christopher Cross | Best New Artist                                        |